# Blei(II)-fluorid
Blei(II)-fluorid ist eine chemische Verbindung des Bleis aus der Gruppe der Fluoride.

## Darstellung
Blei(II)-fluorid kann durch verschiedene Methoden hergestellt werden, so durch Behandlung von Blei(II)-hydroxid oder Blei(II)-salzen (z. B. Blei(II)-carbonat) mit Fluorwasserstoff:
{\displaystyle \mathrm {Pb(OH)_{2}+2\ HF\longrightarrow PbF_{2}+2\ H_{2}O} }
{\displaystyle \mathrm {PbCO_{3}+2\ HF\longrightarrow PbF_{2}+H_{2}O+CO_{2}} }
Auch die Reaktion von Kaliumfluorid mit einer Blei(II)-nitratlösung ist möglich.
{\displaystyle \mathrm {2\ KF+Pb(NO_{3})_{2}\longrightarrow PbF_{2}+2\ KNO_{3}} }

## Eigenschaften
Blei(II)-fluorid ist ein farbloser, geruchloser, nicht brennbarer Feststoff, welcher sehr schwer löslich in Wasser ist. In Gegenwart von Salpetersäure oder Nitraten ist die Löslichkeit größer. Die Verbindung tritt in zwei verschiedenen Kristallformen auf. Die orthorhombische α-Form (Bleichloridtyp) wandelt sich oberhalb von 316 °C in die kubische β-Form (Flussspattyp) um.

## Verwendung
Blei(II)-fluorid wird in niedrig schmelzenden Gläsern, in Spiegelbeschichtungen zur Reflexion von Infrarot-Strahlung sowie als Katalysator zur Herstellung von Picolin verwendet.